# Crocidura nimbasilvanus
Crocidura nimbasilvanus — вид ссавців родини Soricidae. Він походить із Західної Африки, де зустрічається в Кот-д'Івуарі, Гвінеї, Ліберії та Сьєрра-Леоне.
Раніше він був синонімом землерийки-голіафа (C. goliath), але філогенетичні дослідження виявили, що він більш близький до землерийки-німба (C. nimbae). Він зустрічається в низинних лісах Верхньої Гвінеї, з ізольованими популяціями на горі Німба, масиві Зіама, хребті Сіманду та Національному парку тропічних лісів Гола. Хоча вважається, що це рідкісний вид, він не вважається таким, що перебуває під загрозою через широкий ареал і зустрічається в кількох охоронних територіях, хоча в деяких місцевостях він може бути під загрозою руйнування середовища існування через концесії на видобуток.